# AN 22

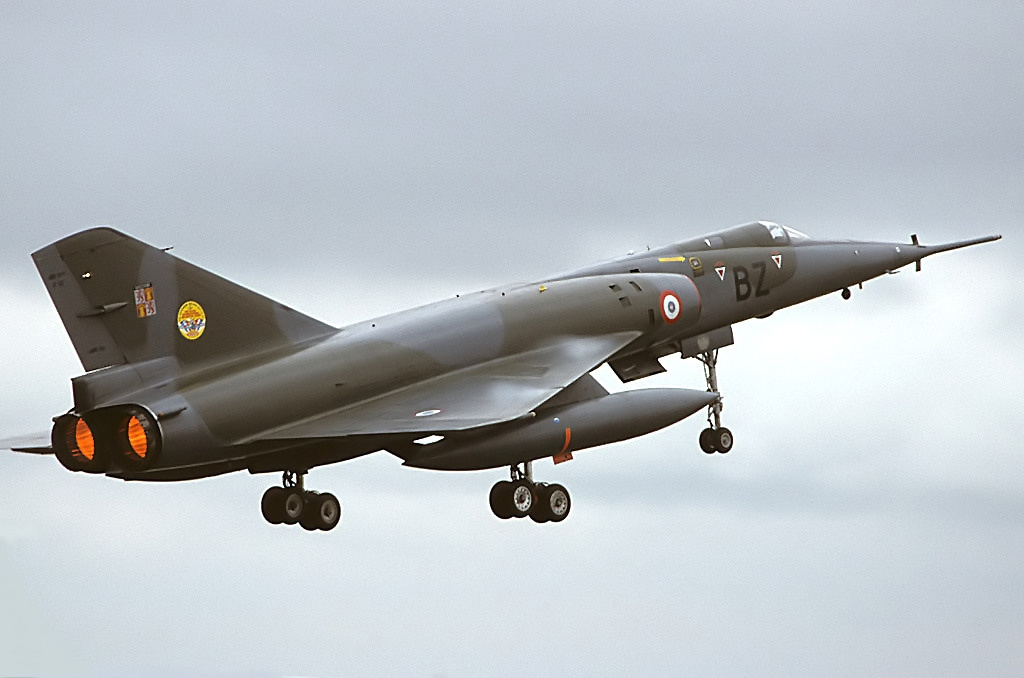
Mirage IV no Royal International Air Tattoo, 2000. Os Mirages IVs foram os portadores desta arma.

O AN-22 foi a segunda arma nuclear lançável da França, desenvolvida para substituir a anterior, AN-11, entrando e serviço em 1967. Tinha uma ogiva similar a da AN-11 de 60 a 70 quilotons, que usava puramente a fisão nuclear, e portanto era uma bomba atômica pura. Diferencia-se da última por apresentar um sistema de segurança melhorado e um paraquedas, para retardar a queda e possibilitar o lançamento a baixo nível. Adicionalmente a fuselagem também foi redesenhada, reduzindo o peso de 1 400 kg para 700 kg. Ela era entregada pelo caça bombardeiro Dassault Mirage IV.
Um estoque máximo de 40 armas foram mantidas durante a vida operacional, provendo pouco mais de uma arma para cada um dos 36 Miarges IVs em serviço, além dos spares adicionais. A última bomba deste modelo foi aposentada em 1988, ainda nesta época, o míssil ASMP já havia assumido a função dessa bomba.

## Referencias
- http://nuclearweaponarchive.org/France/FranceArsenalDev.html